# Jerzens
Jerzens  är en ort och  kommun i distriktet Imst i förbundslandet Tyrolen i Österrike. 